# Kessleria saxifragae
Kessleria saxifragae es una especie de polilla del género Kessleria, familia Yponomeutidae.
Fue descrita científicamente por Stainton en 1868.